# 施塔珀尔费尔德
施塔珀尔费尔德（德語：Stapelfeld）是德国石勒苏益格－荷尔斯泰因州的一个市镇。总面积10.12平方公里，总人口1579人，其中男性792人，女性787人（2011年12月31日），人口密度156人/平方公里。